# Joseph Shih
Joseph Shih bzw. Shi Xingsan (施省三,  Shih Hsing-san) (* 28. August 1926 in Ningbo; † 2. September 2021 in Rom) war ein chinesischer Jesuit und Hochschullehrer. Er war Professor für Missiologie und Sinologie an der Päpstlichen Universität Gregoriana, Rom, Italien.

## Leben
Joseph Shih wurde am 28. August 1926 in Ningbo, Provinz Zhejiang, China, geboren. Er wuchs in einer Familie mit zehn Kindern auf, fünf Jungen und fünf Mädchen. Er trat 1944 in das Noviziat der Jesuiten in Xujiahui, Shanghai, ein und verließ Shanghai 1949 mit den jungen Jesuitenbrüdern über Macau in Richtung der Philippinen. Am 18. März 1957, nachdem er in der Kathedrale in Baguio, Philippinen, die Priesterweihe empfangen hatte, ging er allein nach Rom. Seitdem blieb er dort und legte am 2. Februar 1962 in Rom seine letzten Gelübde ab. Von Rom aus wurde er vom Generaloberen der Gesellschaft Jesu Pedro Arrupe zu Studienzwecken nach Lateinamerika entsandt. Er wirkte in Rom in zwei Funktionen: Er war in der Abteilung für Kommunikation der Päpstlichen Universität Gregoriana, wo er 35 Jahre lang Vorlesungen über „Katechese in den Missionsregionen“ hielt und „Chinesische Philosophie“ lehrte. Zum anderen war er 25 Jahre lang im chinesischen Programm von Radio Vatikan tätig.
Er war Mitwirkender der Studia Missionalia, eine von der Fakultät für Missiologie (Facoltà di missiologia) an der Päpstlichen Universität Gregoriana herausgegebenen Forschungsreihe.
Nach 2007 lebte er wieder überwiegend in Shanghai: „Ob in Shanghai oder in Rom, es ist dieselbe Kirche: die eine, heilige, katholische und apostolische“. Er kehrte aber die letzten Lebensjahre wieder nach Rom zurück und starb dort am 2. September 2021 im Alter von 95 Jahren.

## InterviewLa Civiltà Cattolica(2017)
In einem insbesondere in kirchlichen Kreisen vielfach beachteten Interview in der Oktoberausgabe 2017 der Zeitschrift La Civiltà Cattolica äußerte sich der Jesuitenpater und frühere Leiter der chinesischen Abteilung von Radio Vatikan gegenüber Antonio Spadaro über die Beziehungen zwischen dem Vatikan und der chinesischen Regierung und forderte „gegenseitige Toleranz“ zwischen Regierung und Kirche in China und bezeichnete den 2012 aus der Patriotischen Vereinigung ausgetretenen Ma Daqin als „chinesischen Bischof mit gesundem Realismus“. Er äußerte auch, dass die Grundwerte des Sozialismus – wenn man es einmal ohne Vorurteile betrachte – nicht unvereinbar mit dem Evangelium seien:

“If we avoid remaining in our prejudices and learn how to look beyond appearances, we discover that the fundamental values of socialism dreamt by the Chinese government are not incompatible with the Gospel we believe in.”

„Wenn wir es vermeiden, in unseren Vorurteilen zu verharren und lernen, über die Äußerlichkeiten hinauszublicken, entdecken wir, dass die Grundwerte des von der chinesischen Regierung erträumten Sozialismus nicht unvereinbar sind mit dem Evangelium, an das wir glauben.“

## Publikationen (Auswahl)
Für die moderne französische Ausgabe des Buches De Christiana Expeditione apud Sinas („Über die christliche Mission der Gesellschaft Jesu bei den Chinesen“) der Jesuiten und Chinamissionare Matteo Ricci und Nicolas Trigault schrieb er die Einführung und war auch am Zustandekommen der italienischen Übersetzung beteiligt.
- (Einführung zu:) Matthieu Ricci SJ et Nicolas Trigault SJ: Histoire de l'expédition chréstienne au royaume de la Chine, 1582–1610. Introduction par Joseph Shih SJ,[9] établissement du texte et annotations par Georges Bessière, tables et index par Joseph Dehergne SJ, Paris, Desclée de Brouwer, Bellarmin, 1978. In-8°, 744 S., 8 planches. (Collection Christus, Textes n° 45), ISBN 2-220-02184-X.
- (Einführung, in Zusammenarbeit) Nicolas Trigault: Entrata nella China de’ padri della Compagnia del Gesù, 1582–1610. trans. Shi Xingsan, C. Laurenti and A. Sozzini, Rome, 1983, ISBN 88-215-0672-X (italienische Übersetzung) Digitalisierte Versionen sind aufgeführt in der Bibliotheca Sinica;
- Joseph Shih: Il metodo missionario di Matteo Ricci. La Civiltà Cattolica, Band 134 (1983), I, S. 141–150.
- Joseph Shih: La Chiesa cattolica in Cina. Una testimonianza. La Civiltà Cattolica, 2016 II, S. 369–374, ISSN 0009-8167.